# 7 Things
»7 Things« je pop rock pesem ameriške glasbenice Miley Cyrus. Pesem je napisala Miley Cyrus v sodelovanju z Antonino Armato in Timom Jamesom, produciral pa jo je John Fields. Izšla je 17. junija 2008 preko založbe Hollywood Records, in sicer kot glavni singl z drugega glasbenega albuma Miley Cyrus, Breakout. Poznana je tudi pod imenom »Seven Things I Hate About You«, kakor jo je Miley Cyrus imenovala, ko je nastopala na svoji prvi glasbeni turneji, Best of Both Worlds Tour. Povedala je tudi, da pesem govori o čustvih do mnogih njenih bivših fantih, na katere je večinoma jezna. Po izidu pesmi so se začele pojavljati govorice, da pesem govori o glavnem pevcu glasbene skupine Jonas Brothers, Nicku Jonasu, ki pa jih Miley Cyrus ni ne potrdila ne zanikala. Glasbeno ima pesem »7 Things« značilnosti country in punk pop glasbe, med tem ko besedilo govori o sedmih stvareh, ki jih pevka sovraži na svojem bivšem fantu.
Pesem »7 Things« je prejela mešane ocene s strani glasbenih kritikov, vendar je uživala v svetovnem komercialnem uspehu, ter se uvrstila med prvih deset pesmi na lestvicah v Avstraliji, na Japonskem, Norveškem in v Združenih državah Amerike. Prejel je zlato certifikacijo s strani organizacije Australian Recording Industry Association (ARIA) ter s tem, da se je uvrstil na lestvico Japan Hot 100 postal prva pesem Miley Cyrus, ki se je uvrstila na azijsko glasbeno lestvico. Videospot za pesem »7 Things« je režiral Brett Ratner, prikazuje pa Miley Cyrus med nastopanjem pesmi s svojo spremljevalno glasbeno skupino ter mnoga dekleta, ki skupaj z njo pojejo na playback. Dekleta v videospotu prikažejo tudi različne stvari s sentimentalno vrednostjo, kot so ljubezenska pisma in snežne krogle, stvari, ki jih je Miley Cyrus podaril njen bivši fant. Videospot je v letih 2008 in 2009 prejel nominacijo za nagrado MTV Video Music Award. Miley Cyrus je pesem promovirala na mnogih prireditvah, vključno s svojo prvo samostojno svetovno turnejo, Wonder World Tour.

## Ozadje
Pesem »7 Things« je legalno poznana tudi pod naslovom »Seven Things I Hate About You«, kakor je registrirana na organizaciji Broadcast Music Incorporated (BMI). Kot večino pesmi iz albuma Breakout je tudi pesem »7 Things« Miley Cyrus izvajala na svoji turneji Best of Both Worlds Tour od oktobra leta 2007 do januarja leta 2008.
Celoten čas sem bila ujeta v avtobusu. In mislila sem si, kakšen dober čas za to, da si vzamem minuto zase, za katero nikoli ne dobim priložnosti. In bilo je tako enkratno, da sem to zares naredila, tako da sem šla čez vse različne perspektive tega, kar se je dogajalo v zadnjih nekaj letih. In menila sem, da bo to kar zabavno. Nikoli pa si ne bi mislila, da bo vse skupaj za, saj veste, pesem ali kaj podobnega. Ampak bila je enkratna priložnost in mislila sem si: »Zdaj pa začni pisati.« Vživela sem se v vse skupaj in zapela del pesmi svoji sestri, ki mi je potem rekla: »Punca, to je super!« Zelo sem se zabavala, vse skupaj je bilo kot dober trenutek, neke vrste terapija zame, saj sem bila sposobna iti čez popolnoma vse. Bilo je enkratno. Tako zabavno je bilo pisati.
Miley Cyrus je povedala, da je pesem »7 Things« navdihnil njen bivši fant. V intervjuju z Ryanom Seacrestom je Miley Cyrus povedala, da je »šla čez [...] devetsto različnih občutkov, ko je poskušala napisati pesem« in da je besedo »sovraštvo« uporabila zato, da bi demonstrirala, kako besna je bila. Ko jo je Ryan Seacrest vprašal, če jo skrbi, da bo predmet pesmi slišal pesem in bil zaradi tega žalosten, je dejala, da je bila rahlo zaskrbljena, vendar »si želim, da bi bil žalosten. To je moj vidik.« Svoj izdelek je, ko ga je končala, pokazala svojim so-tekstopiscem in producentom, Timu Jamesu in Antoniji Armato, ki so ji predlagali, da bi pesem vključila v album Breakout. Originalno je bila pesem »7 Things« »nežna in prijazna,« vendar se je Miley Cyrus »zmešalo« med snemanjem, zaradi česar je pesem dobila trši zvok. Miley Cyrus je najprej izbrala pesem »Fly on the Wall« za glavni singl pesmi Breakout, vendar jo je nato nadomestila s pesmijo »7 Things«, saj je menila, da bi »bolje predstavila« celoten album.

### Domnevne povezave z Nickom Jonasom
Ugibanja, da pesem »7 Things« govori o Nicku Jonasu, glavnemu pevcu glasbene skupine Jonas Brothers, so se sprožile takoj, ko se je pesem prvič predvajala 13. maja 2008 na oddaji Elvis Duran and the Morning Show. Miley Cyrus in Nick Jonas sta hodila dve leti, preden sta se razšla ob koncu leta 2007. Miley Cyrus je trdila, da sta »Nick in jaz ljubila drug drugega« in da je bila potem, ko sta se razšla, »naravnost potrta še kakšen mesec,« saj se je poskušala upirati vsemu, kar je »Nick želel, da bi bila.«
Henry Freeland iz revije Paste je pesem »7 Things« opisal kot »seznam stvari, ki jih sovraži na svojem bivšem fantu (ki bi lahko bil, glavni pevec skupine Jonas Brother, Nick Jonas« ter njeno »skrb [...] je to, da vse to sovraštvo vodi do njene ljubezni, mogoče Nicka [...]čedalje več.« Molly Lambert iz revije The New York Times je napisala »[Miley Cyrus] se je pravkar razšla s svojim prvim resnim fantom - tudi Disneyjevim zvezdnikom, Nickom Jonasom, članom glasbene skupine Jonas Brothers, ki je bil tudi v areni na njenem koncertu med njuno skrivnostno dveletno ljubezensko afero. V videospotu za pesem '7 Things' nosi Nickove citate glede diabetesa, med tem ko poje o njegovi nečimrnosti in negotovosti, ki je oslabila njuno razmero.« Jessica Herndon iz revije People se je na podoben način osredotočila na ogrlico, ki jo nosi na videospotu in dejstvo, da je Nick Jonas »tisti, ki se je razšel z Miley Cyrus ob koncu leta 2007 po dveh letih razmerja - diabetik tipa 1 in govornik za ozaveščenost za bolezen.« Ko so jo vprašali, če so govorice resnične, je Miley Cyrus dejala:
Za pesem »7 Things« mnogo ljudi meni, da govori o Nicku Jonasu in če mislijo, da je to res, je vse v redu, pa tudi če mislijo, da govori o kom drugem. Vendar večinoma pesem govori o nekom, em, ki si želi biti tak. Večinoma pa govori o tem, da čeprav dekle sovraži svojega trenutnega ali bivšega fanta - v mojem primeru bivšega fanta - torej menite, saj veste, da je Nick nekdo, ki je zares pomemben v mojem življenju, vendar ga ne sovražim. Je zelo dobra pesem in zelo zabavna.
Med tem se je Nick Jonas na govorice odzval z besedami: »Mislim, da je smešno. Odkrito rečeno, nisem negotov, moji prijatelji so enkratni - zato pesem ne more govoriti o meni!« Po mnenju revije Tiger Beat, ki je najboljšo prijateljico Miley Cyrus, Mandy Jiroux vprašala, če pesem »7 Things« govori o Nicku Jonasu, je ta na to odvrnila: »Da.«

## Sestava
Pesem »7 Things« je pop rock pesem, ki traja tri minute in triintrideset sekund. Po mnenju Sala Cinquemanija je revija Slant Magazine, so verzi pesmi obarvani s country glasbo, ki pa vsebuje tudi pričakovanja pop punka. Pesem je napisana v E-duru, vokali Miley Cyrus pa se raztezajo čez eno oktavo, od G#3 do G#4. Fraser McAlpine iz BBC-ja je pesem označil za »tri-ritemsko sestavljeno odejo.« V pesmi je uvedba in glasbena skupina pričela z brnenjem akustičnih kitar v moderatnem tempu, med tem ko je Miley Cyrus začela peti z zlogom: »Ša.« Ritem ostaja enak, Miley Cyrus pa zapoje prvi verz v pesmi. Ob začetku refrena pri pesmi »7 Things« vsakič začnejo s povspešeno dramatiko, nato pa vokali Miley Cyrus postanejo bolj agresivni in siloviti; Chris Willman iz revije Entertainment Weekly je tranzicijo opisal z besedami: »Od čutne pesmi o razhodu nas preko trših verzov pripeljejo do pesmi z zbornim časom.« McAlpine je napisal še, da je samoglasnike v pesmi nadomestila: »Namesto 'you' ('ti') je rekla 'yerw', namesto 'oh' 'erw' in tako dalje in tako dalje ...«
Besedilo pesmi je napisano v drugi osebi, pevka pa pošilja sporočilo svojemu bivšemu fantu, v katerem so vsi detajli tega, kako in s čim jo je prizadel med tem, ko sta hodila. Refren je seznam sedmih stvari, ki jih pevka najbolj »sovraži« glede svojega bivšega fanta, s sedmimi stvarmi, ki jo frustrirajo kljub njegovim izjemam, ki jo pripravijo do tega, da ga ljubi. Ben Ratliff iz revije The New York Times je napisal, da seznam pravzaprav »vsebuje osem do enajst stvari, odvisno od tega, kako šteješ.« Henry Freedland iz revije Paste je pesem primerjal z naslovom filma iz leta 1999, 10 razlogov, zakaj te sovražim (v originalu 10 Things I Hate About You). V enem izmed verzov Miley Cyrus prosi za opravičilo z besedami: »Če ga pošlješ, ga bom zbrisala« (»If you text it, I'll delete it«), glede česar je Molly Lambert iz revije The New York Times povedala: »To se odlično ujame s časom, ko smo v zmedenem obdobju tehnološko posredovanega dvorjenja.« Pesem se zaključi z drugačno verzijo refrena, v kateri Miley Cyrus našteje sedem stvari, ki so ji na njenem bivšem fantu najbolj všeč, kjer pa ponovno zaključi z »moram te imeti rada.«

## Kritični sprejem
Pesem »7 Things« je prejela mešane ocene s strani glasbenih kritikov. Fraser McAlpine iz BBC-ja je pesem označila za »razbijajočo,« Miley Cyrus pa je pohvalila za »bolj punkovski slog in popolnoma prenovljen brezmadežni sijaj«. Todd Martens iz revije The Los Angeles Times je napisal, da si je želel, da bi konec ostal frustriran bolj kot to, da bi zaključila z mehkejšim verzom, saj naj bi bili »zmagovalni verzi z vsemi čustvi -- in Mileyjina oblicia -- so dovolj, da je pesem uspešna.« Ben Ratliff iz revije The New York Times je napisal, da je pesem »7 Things« »seznam s klepetavo negotovostjo, kar sovraži na svojem fantu« in »sedmih stvari, ki so ji na njem všeč [...] sramežljiv Disneyjev konec.« Heather Phares iz revije Allmusic je pesem »7 Things« označila za »povečan, pameten del ljubezensko-sovražnega popa, ki bi ga lahko napisal oddaljen spogledljivi sorodnik Shanie Twain, ki rad meša country in rock« ter pesem označila za eno izmed najboljših pesmi na albumu Breakout. Chris Willman iz revije Entertainment Weekly je pesem označil za eno izmed »najboljših pesmi« na albumu Breakout, saj »pusti Miley Cyrus biti rokerica brez da bi postala posegla po zvokih, kakršne uporablja Avril,« medtem ko je Josh Timmermann iz revije PopMatters pesem označil za »privlačno.«
Mordechai Shinefield iz revije The Village Voice je pesem opisala kot »dovolj spevno in ujemajočo se,« vendar poslušalce opozorila, da je »samo korak stran od preveč ogretega emo prevladujočega stališča.« Sarah Rodman iz revije The Boston Globe je trdila, da je »v pesmi '7 Things' skrit zastrašujoč tržni pop-punk Avril Lavigne.« Robert Christgau je za najboljši pesmi na albumu Brekout označil singla »7 Things« in »Brekout«. Chris Richards iz revije The Washington Post je trdil, da je »albumova prekomerna produkcija razvidna predvsem v refrenu prvega singla z albuma, '7 Things,' ki vsebuje plaz kitar in prehitro izgovorjenih zlogov.« Sal Cinquemani iz revije Slant Magazine je pesem označil za »nekoliko nadležno in nevredno temu, da bi sledila pesmi 'See You Again'«, med tem ko jo je Bill Lamb iz spletne strani About.com označil za »zmagovalni nastop«, kar je tudi demonstriral, in sicer z besedami: »Miley Cyrus ne namerava preprosto ostati dekle, ki se pojavlja na televiziji, temveč poskuša postati fenomen v svetu pop glasbe. Je prepričljiva pop ustvarjalka, kar si tudi zasluži.«

## Dosežki na lestvicah
Ob koncu tedna 21. julija 2008 se je pesem »7 Things« prvič uvrstila na lestvico Billboard Hot 100, in sicer na petinosemdeseto mesto. Pesem se je ob koncu tedna 5. julija tistega leta povzpela na sedemdeseto mesto lestvice, v tretjem tednu na lestvici pa je prodala že 130.000 digitalnih kopij. Pesem »7 Things« se je premaknila na deveto mesto na glasbeni lestvici ob koncu tedna 26. julija leta 2008, s čimer je postal najbolje uvrščeni singl Miley Cyrus na lestvici Hot 100 (naslov je prej pripadal pesmi »See You Again«). Pesem »7 Things« je dosegla tudi štirinajsto mesto na zdaj že ukinjeni lestvici Billboard Pop 100. V Kanadi se je pesem uvrstila na štirideseto mesto ob koncu tedna 5. julija leta 2008 in nazadnje dosegla trinajsto mesto ob koncu tedna 26. julija leta.
Pesem »7 Things« je dosegla velik uspeh tudi v Avstraliji in na Novi Zelandiji. Pesem se je uvrstila na glasbeno lestvico Australian Singles Chart, kjer je najprej zasedla triinosemdeseto mesto 17. avgusta leta 2008. Po petih tednih se je pesem »7 Things« na lestvici uvrstila najvišje, in sicer na deseto mesto lestvice. Pesem je prejela zlato certifikacijo s strani organizacije Australian Recording Industry Association (ARIA) za 35.000 prodanih kopij. Pesem »7 Things« se je uvrstila na sedemindvajseto mesto glasbene lestvice New Zealand Singles Chart 17. avgusta 2008 in, po osmih tednih na lestvici, nazadnje napredovala na štiriindvajseto mesto. Pesem »7 Things« je bila tudi prva pesem Miley Cyrus, ki se je uvrstila na azijsko glasbeno lestvico: ob koncu tedna 27. septembra 2008 je namreč dosegla enainosemdeseto mesto na glasbeni lestvici Japan Hot 100; zatem je ob koncu tedna 17. oktobra tistega leta dosegla deveto in nazadnje, 24. oktobra 2008, osmo mesto.
Na glasbeni lestvici UK Singles Chart (Združeno kraljestvo) se je pesem »7 Things« uvrstila na sedeminosemdeseto mesto in sicer ob koncu tedna 13. septembra 2008, nato pa se 13. decembra tistega leta povzpela na petindvajseto mesto. Kasneje je pesem zasedla šestindvajseto mesto na lestvici. V srednji Evropi je pesem zasedla štiriinštirideseto mesto na lestvici Eurochart Hot 100 Singles ter štirinajsto mesto na lestvici v Avstriji. Pesem »7 Things« se je 19. avgusta 2008 uvrstila na osmo mesto lestvice Norwegian Singles Chart. Podoben komercialni uspeh je pesem uživala tudi v preostalem delu Evrope; uvrstila se je med prvih štirideset pesmi na lestvicah v Belgiji (Flandrija in Valonija), Švici in Nemčiji.

## Videospot
Miley Cyrus je povabila Bretta Ratnerja, režiserja videospota za pesem »7 Things,« na njen dom, da bi mu povedala, koliko ji pomeni ta pesem in o čem zares govori. Potem, ko sta šla čez mnoge različne ideje, sta se odločila, da bo videospot za pesem »preprost z belim ozadjem.« Miley Cyrus je dejala, da ne ona ne Brett Ratner nista želela, da bi bil »celoten videospot samo o [njej]«, saj mora sporočilo pesmi ostati univerzalno; »skoraj vsako dekle v Ameriki bi lahko trdilo, da sovraži svojega trenutnega ali bivšega fanta,« je povedala Miley Cyrus. Rezultat tega je bilo to, da se je v videospotu pojavilo mnogo najstniških deklet, vključno z igralkami, kot so Nicola Peltz, Liana Liberato in Maiara Walsh. Med obdobjem načrtovanja videospota je Miley Cyrus Brettu Ratnerju pokazala predmete, ki jih je podaril njen bivši fant, kot so fotografije in njegove umazane nogavice, ki jih je shranila pod svojo posteljo. Odločila sta se, da bosta v videospot vključila tudi nekatere izmed teh predmetov kot rekvizite. Za primer, ogrlica, ki jo Miley Cyrus nosi v videospotu, je bila last njenega bivšega fanta kot medicinski listek, ki jo je prejel, ker ima sladkorno bolezen.
Videospot so snemali 30. maja 2008 v Los Angelesu, Kalifornija. Nepričakovano so mnoga dekleta med snemanjem videospota pričela jokati; Miley Cyrus je to pripisovala čustvom, ki so prisotna v pesmi. Bretta Ratnerja je bil očaran nad nagonom in sposobnostjo Miley Cyrus, da poveže čustvena vprašanja z »zabavo ob istem času.« Brett Ratner jo je primerjal z Madonna, povedal pa je tudi: »Lahko se druži z drugimi in se smejati, nato pa pred njo postaviš kamero in si misliš: 'Ojoj!'« Zaradi čustvenosti je bilo za režiserja zelo težko posneti videospot. Povedal je: »To je bil najtežji videospot, kar sem jih kdaj snemal, ker je bil vsak trenutek enkraten. Vsak trenutek, ko se je pojavila na zaslonu, je bila osupljiva. Na njej je nekaj posebnega, nekaj neverjetnega. Ko dobi kamero in to je tisto, kar naredi videospot enkraten.« Miley Cyrus je komentirala, da se ji je videospot zdel »bolj odkrit kot pesem,« in da je v videospotu »pela [...] za tisto posebno osebo«.
Videospot se je zaključil z zaključnimi posnetki obraza Miley Cyrus, ko je štela za spremljevalno glasbeno skupino. Za nekaj trenutkov so njen obraz nadomestili z drugimi dekleti, ki so v rokah nosile plišaste živalice. Nato se ponovno pojavi Miley Cyrus z ogrlico in oblečeno v večbarvno školjkasto obleko, ki jo je oblikovala organizacija Sass & Bide, črne čevlje Chuck Taylor All-Stars in nogavice. Njena valovita pričeska je ohlapno padala pred njena ramena. Ko Miley Cyrus nadaljuje s petjem, jo nadomestijo še druga dekleta s plišastimi medvedki, plišastimi živalicami, snežnimi kroglami in ljubezenskimi pismi. Ko pesem pristopi do svojega zaključka, Miley Cyrus in dekleta začnejo poskakovati in plesati. Miley Cyrus nadaljuje s petjem in v rokah drži belo vrtnico in dekleta začnejo brisati sporočila svojih fantov z mobitelov. Na neki točki, Miley Cyrus pokaže fotografijo svojega fanta s črnimi kodrastimi lasmi, njegov obraz pa prekriva del papirja. Miley Cyrus na koncu pošlje poljub h kameri, z ustnicami oblikuje besede »Ljubim te« in se obrne stran.

### Sprejem videospota
Videospot se je prvič predvajal 28. junija 2008 na kanalu ABC. Videospot je postal najbolje gledan posnetek, povezan z glasbo na YouTubeu, dokler ga spomladi leta 2010 ni presenetil videospot za pesem »Bad Romance« Lady GaGa. Todd Martens iz revije The Los Angeles Times je bil razočaran nad posebnimi učinki videospota in produkcijsko vrednosti, kjer je dodal, da je vse skupaj izgledalo kot »če bi bil posnet z eno samo kamero na stativu v garaži z eno žarnico.« Kakorkoli že, pohvalil jo je za to, kako »prikazuje Mileyjine univerzalne pritožbe«. Henry Freeland iz revije Paste je napisal: »Miley Cyrus si sem in tja nadane lasuljo za kamero, ko se njen obraz bori z gravitacijo in komaj zmaga.« Pop-kulturni novinar iz MTV-ja je videospot opisal kot »videospot, ki so ga odobrili starši in Disney.« Ocena se je nadaljevala z rahlo jezo, kjer je Miley Cyrus primerjal z »polito verzijo mlajše sestre Avril Lavigne in psevdo-uporniškim likom Lindsay Lohan v filmu Odštekani petek — minus črta pod očmi.« Leigh Holmwood iz revije The Guardian je komentiral: »Mileyjin novi videospot me spominja, grozljivo, na mlajšo Britney.« Molly Lambert iz revije New York Times je Miley Cyrus označil za »karizmatični center« videospota ter napisal: »Ko izstopata Nickova ogrlica in slika njiju skupaj, se ona zdi tako osvetoljuba in sramotno ranljiva, kot . . . petnajstletnica, ki prvič trpi zaradi zlomljenega srca po resni zvezi, pravzaprav.« Videospot je prejel nominacijo za nagrado MTV Video Music Award v kategoriji za »najboljšega novega ustvarjalca« na podelitvi nagrade leta 2008, vendar je nagrado v tej kategoriji nazadnje prejela glasbena skupina Tokio Hotel za videospot njihove pesmi »Ready, Set, Go!«. Na podelitvi nagrade leta 2009 je videospot prejel nominacijo za nagrado MTV Video Music Award v kategoriji za »najboljše urejanje«, vendar jo je nazadnje prejela Beyoncé Knowles z videospotom za pesem »Single Ladies (Put a Ring on It).«

## Nastopi v živo
Miley Cyrus je 17. maja 2008 v živo nastopila s pesmijo »7 Things« na prireditvi Zootopia leta 2008, poletnem koncertu radijske postaje Z100. Kasneje tistega poletja, je pesem promovirala na koncertu na prostem, ki sta ga producirali oddaji Good Morning America in The Today Show ter med gostenjem podelitve nagrad Teen Choice Awards. Miley Cyrus je s promocijo pesmi »7 Things« v Evropi pričela jeseni leta 2008, ko je začela nastopati na britanskem kanalu GMTV, francoskem kanalu Le Grand Journal in britanskem pevskem tekmovanju The X Factor ter na mnogih drugih priredivah. S pesmijo je dvakrat nastopila na prireditvi FNMTV; enkrat 1. avgusta leta 2008 ter kasneje ponovno na novoletni večer leta 2008 s Peteom Wentzom.
Miley Cyrus je s pesmijo »7 Things« skupaj še z mnogimi drugimi svojimi pesmimi 24. aprila 2009 nastopila na prireditvi Apple Store v Londonu. Ti nastopi so bili posneti in ekskluzivno prodani preko britanske trgovine iTunes Store kot EP, imenovan iTunes Live from London. 7. junija leta 2009 je Miley Cyrus s pesmijo nastopila na dvajseti obletnici prireditve A Time for Heroes Celebrity Carnival, karnevala na prostem, ki ga je podpirala organizacija Elizabeth Glaser Pediatric AIDS Foundation. Pesem »7 Things« je bila vključena tudi na seznam pesmi, ki jih je Miley Cyrus izvedla na svoji prvi samostojni svetovni turneji, Wonder World Tour; Miley Cyrus je s pesmijo nastopila, oblečen v črno usnje, usklajenim s srebrnim rožnim vencem, med tem ko se je na projekciji v ozadju predvajala scena požara. Melinda M. Thompsen iz revije The Oregonian je napisala, da je ji nastop s pesmijo »7 Things« na koncertu 14. septembra v Portlandu, Oregon v areni Rose Garden Arena »pokazal, kakšno moč ima lahko njen glas in vpliv, ki ga ima lahko sporočilo njene pesmi.« Nastop s pesmijo na koncertu 22. septembra v Los Angelesu, Kalifornija v centru Staples Center je Lael Loewenstein iz revije Variety označil za »agresivno športnega,« Mikael Wood iz revije The Los Angeles Times pa za »najstniško-rockerski dragulj« in »izspostavek hitrejšemu ritmu.« Kasneje je Miley Cyrus s pesmijo nastopila na koncertih v sklopu prireditve Rock in Rio v Lizboni, Portugalska in Madridu, Španija.

## Seznam verzij
| - Ameriška digitalna verzija 1. »7 Things« (verzija z albuma) – 3:33 - Ameriški / Evropski 2-delni CD Singl 1. »7 Things« (verzija z albuma) – 3:33 2. »7 Things« (instrumentalna verzija) – 3:36 - Evropski 2-delni CD Singl / Digitalno / JP CD Singl 1. »7 Things« (verzija z albuma) – 3:33 2. »See You Again« (remix Rock Mafia) – 3:42 | - Ameriški / Britanski / Evropski 2-delni CD Single 1. »7 Things« (verzija z albuma) – 3:33 2. »See You Again« (radijska verzija Wideboys) – 3:42 - Evropski Remix Maxi-CD Singl 1. »7 Things« (klubski remix Bimbo Jones) – 6:33 2. »7 Things« (dubski remix Bimbo Jones) – 3. »7 Things« (radijska verzija Bimbo Jones) – 2:58 4. »7 Things« (radijska verzija) – 3:24 |

## Dosežki
| Lestvica (2008)                   | Dosežek |
| --------------------------------- | ------- |
| Australian Singles Chart          | 10      |
| Austrian Singles Chart            | 14      |
| Belgian Singles Chart (Flandrija) | 22      |
| Belgian Singles Chart (Valonija)  | 22      |
| Canadian Hot 100                  | 13      |
| Czech Airplay Singles Chart       | 11      |
| Dutch Mega Single Top 100         | 80      |
| Eurochart Hot 100 Singles         | 44      |
| German Singles Chart              | 17      |
| Irish Singles Chart               | 26      |
| Japan Hot 100                     | 8       |
| New Zealand Singles Chart         | 24      |
| Norwegian Singles Chart           | 8       |
| Swiss Singles Chart               | 35      |
| UK Singles Chart                  | 25      |
| U.S. Billboard Hot 100            | 9       |
| U.S. Billboard Pop 100            | 14      |

| Lestvica (2008)          | Dosežek |
| ------------------------ | ------- |
| Australian Singles Chart | 50      |
| Canadian Hot 100         | 72      |
| UK Singles Chart         | 170     |
| U.S. Billboard Hot 100   | 92      |